# Jehud
Jehud (hebräisch יְהוּד, arabisch ييهود; teilweise auch gelistet als Yehud oder Yahud) ist eine Stadt in Israel. Sie liegt 20 km östlich von Tel Aviv, in unmittelbarer Nähe zum internationalen Ben-Gurion-Flughafen. Im Jahr 2018 wohnten 29.930 Einwohner in Jehud auf einer Fläche von 4,1 km².

## Geschichte
Jehud wurde „benannt nach einem biblischen Ort des Stammes Dan (Jos 19,45 ), der sich vermutlich im südlichen Bereich der heutigen Stadt befand“.
2003 wurde Jehud mit der benachbarten Gemeinde Newe Monosson vereinigt. Letztere erhielt eine Art Selbstständigkeit und kann viele eigene Angelegenheiten selbst regeln. Der Bürgermeister Jehuds wurde zum gemeinsamen Bürgermeister der neuen Stadt namens Jehud-Newe Monosson.
Jehud weist im Vergleich zu anderen israelischen Städten eine mittlere Lebensqualität auf.

### Überfall in Jehud
Am 12. Oktober 1953 wurden bei einem Überfall von jordanisch-arabischen Infiltranten aus dem Westjordanland eine unbewaffnete jüdische Mutter und ihre zwei Kinder in Jehud getötet. Die israelische Regierung entschied, einen Vergeltungsschlag gegen das Dorf Qibya im damals von Jordanien völkerrechtswidrig annektierten Westjordanland nahe der Grünen Linie durchzuführen. Die Operation, als Qibya-Massaker bekannt geworden, führte zwar zu einem drastischen Rückgang palästinensischer Angriffe auf Israel, wurde jedoch auch international heftig kritisiert.